# Kurtis Stryker
Kurtis Stryker è un personaggio immaginario della serie videoludica Mortal Kombat di Netherrealm Studios. È apparso per la prima volta in Mortal Kombat 3.

## Storia

### Prima linea temporale
Quando la porta del Mondo esterno (Outworld) si apre su una grande città del Nord America, il panico e il caos si diffondono incontrollati. Kurtis Stryker è a capo di una brigata antisommossa quando Shao Kahn comincia a catturare anime: il vigilante si trova a essere l'unico sopravvissuto di una città una volta popolata da milioni di persone; decide quindi di unirsi ai rappresentanti della Terra nel torneo indetto nel reame terrestre, dopo essere stato scortato da Raiden nel punto d'incontro dei vari guerrieri. Non ci è dato sapere se sia morto o sopravvissuto durante il torneo, ma tornerà in Mortal Kombat Armageddon per affiancare i guerrieri della terra.
Nel suo finale, Stryker uccide Blaze, e viene perciò trasformato dagli Dei Anziani in vigilante di tutti i reami, che lo riconoscono come Vigilante Supremo; in realtà, perisce insieme con tutti gli altri guerrieri, eccetto Liu Kang (come spirito), Shinnok (reale), Taven e Shao Kahn.

### Seconda linea temporale
In Mortal Kombat IX Stryker è il protagonista del capitolo 12 della modalità Storia. Lui e Kabal, il suo compagno di squadra, fanno parte di una squadra antisommossa della polizia. Mentre osservano l'invasione di Shao Kahn dall'alto di un grattacielo vengono attaccati da Reptile, ma lo sconfiggono agevolmente; vengono successivamente sfidati da Mileena, ma Raiden giunge in loro aiuto e la mette fuori combattimento; Stryker e Kabal affrontano subito dopo lo shokan Kintaro: durante il combattimento Kabal rimane ustionato gravemente ma, mentre Stryker si accinge a chiamare la Mdevac per soccorrerlo, viene attaccato e spinto nei sotterranei della città da Ermac; sconfitto il ninja, Kurtis incontra Nightwolf, che lo informa di essere un alleato di Raiden e gli chiede di unirsi al gruppo dei guerrieri terrestri.
Stryker e Kabal diventano così alleati di Raiden; perdono però la vita per mano di Sindel, che attacca il gruppo di terrestri approfittando dell'assenza di Raiden e Liu Kang (i due guerrieri avevano abbandonato momentaneamente il gruppo per presentarsi al cospetto degli Dei Anziani). Stryker e Kabal vengono poi resuscitati da Quan Chi come anime corrotte nel Netherrealm,chiamate revenant.
In Mortal Kombat X Stryker serve Quan Chi come zombi (revenant) compare nel 1 capitolo della modalità storia poi nel capitolo 8 ma compare come cameo e non come personaggio giocabile.

## Apparizioni
- Mortal Kombat 3
- Ultimate Mortal Kombat 3
- Mortal Kombat Trilogy
- Mortal Kombat: Armageddon
- Mortal Kombat (2021)
- Mortal Kombat X (cameo)
- Mortal Kombat 1 (supporto)